# Richard Thomas (zoólogo)
John Paul Richard Thomas  (2 de mayo de 1938) es un zoólogo, herpetólogo, taxónomo, y conservador estadounidense.
Obtuvo en 1976, una licenciatura por la Universidad Estatal de Luisiana. En 1971, recolectó anfibios y aves para el Museo de Historia Natural de la Universidad de Kansas, en Perú y nuevamente en 1974 para el Museo de Zoología de la Universidad Estatal de Luisiana. Thomas fue profesor en la Universidad de Puerto Rico.
Describió, por primera vez, 64 especies de reptiles. En 2001, describió por primera vez con un colega, el reptil más pequeño conocido, el geco Sphaerodactylus ariasae.

## Algunos taxones descritos
- Eleutherodactylus amadeus
- Eleutherodactylus caribe
- Eleutherodactylus coqui
- Eleutherodactylus corona
- Eleutherodactylus dolomedes
- Eleutherodactylus guantanamera
- Eleutherodactylus juanariveroi
- Eleutherodactylus mariposa
- Eleutherodactylus melacara
- Eleutherodactylus parapelates
- Sphaerodactylus ariasae
- Sphaerodactylus cricoderus
- Sphaerodactylus cryphius
- Sphaerodactylus elasmorhynchus
- Sphaerodactylus epiurus
- Sphaerodactylus ladae
- Sphaerodactylus nycteropus
- Sphaerodactylus ocoae
- Sphaerodactylus omoglaux
- Sphaerodactylus parthenopion
- Sphaerodactylus perissodactylius
- Sphaerodactylus pimienta
- Sphaerodactylus plummeri
- Sphaerodactylus schuberti
- Sphaerodactylus schwartzi
- Sphaerodactylus semasiops
- Sphaerodactylus streptophorus
- Sphaerodactylus williamsi
- Sphaerodactylus zygaena

## Literatura
- Beolens, Watkins, Grayson: Eponym Dictionary of Reptiles, Johns Hopkins University Press 2011

## Abreviatura (zoología)
La abreviatura Thomas  se emplea para indicar a Richard Thomas como autoridad en la descripción y taxonomía en zoología.